# Ubosko
Ubosko (cyr. Убоско) – wieś w Bośni i Hercegowinie, w Republice Serbskiej, w gminie Ljubinje. W 2013 roku liczyła 88 mieszkańców.